# Ekklesiameister

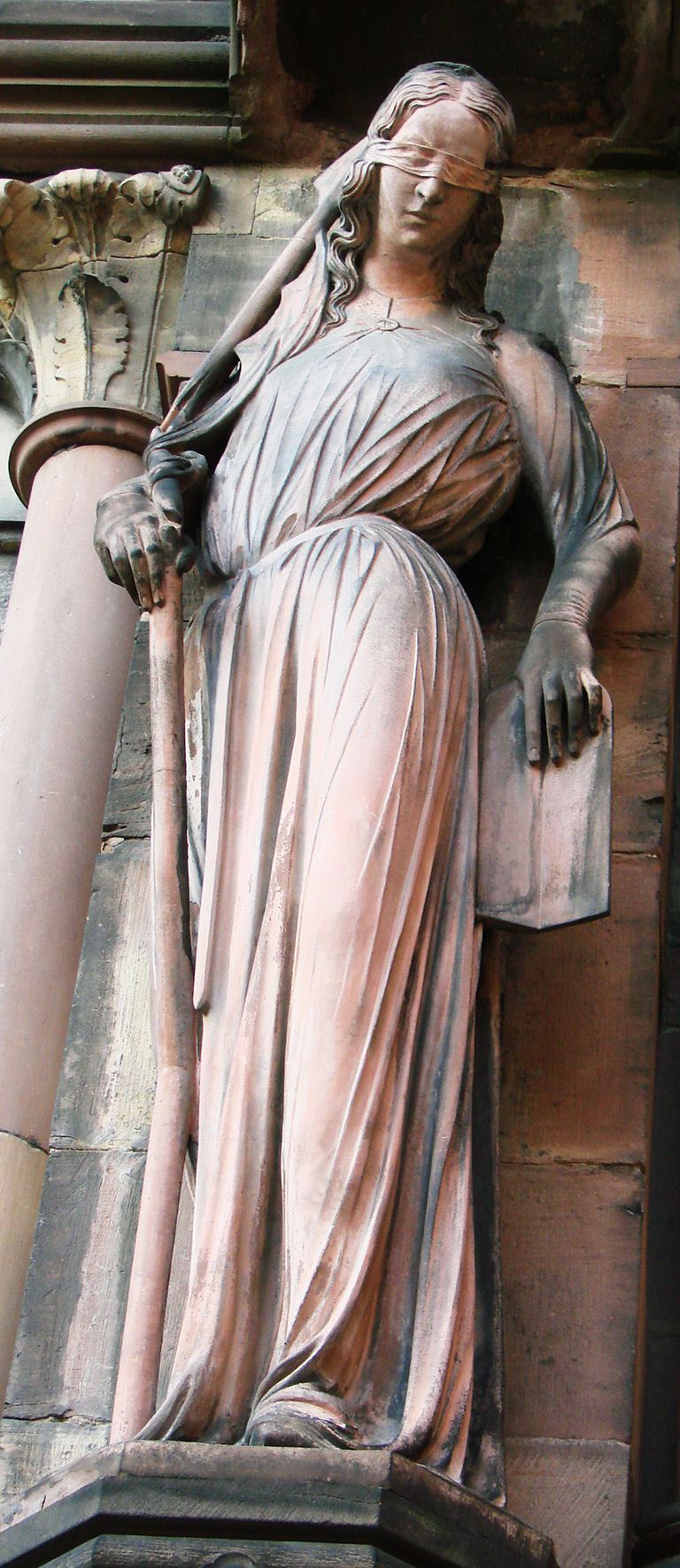
Figur der „Synagoge“ am Straßburger Münster, 13. Jahrhundert

Als Ekklesiameister, Ecclesiameister oder auch Meister der Ecclesia und Synagoge wurde der namentlich nicht bekannte Bildhauer bezeichnet, der Anfang des 13. Jahrhunderts die zwei Figuren von Ecclesia und Synagoge am romanischen Südportal des Straßburger Münsters geschaffen hat. Die beiden Steinplastiken zählen zu den ältesten Figuren der Kathedrale. Ihre Originale befinden sich heute im Frauenhausmuseum in Straßburg, am Portal sind Kopien zu sehen.
In den Anfängen der Kunstgeschichte als wissenschaftliche Disziplin wurde versucht, durch Stilvergleich diesem Meister eine künstlerische Identität zu geben. Es wurde vermutet, dass er zuerst an der Kathedrale von Chartres und im Burgund arbeitete und um 1225 in die Bauhütte nach Straßburg kam. Dort soll er neben Ekklesia und Synagoge die Darstellung von Marientod und -krönung in den Tympana am Portal des südlichen Querhauses sowie den Engelspfeiler im südlichen Querhaus geschaffen haben. Die ihm zugeordneten Werke werden zu den bedeutenden Arbeiten des Übergangs des Kunststils am Oberrhein in die Frühgotik gerechnet.
Die Versuche, das Profil eines Ekklesiameisters zu finden, waren anfangs durch romantische Vorstellungen und manchmal auch Nationalismus beeinflusst. Letzteres spiegelte sich in der Diskussion wider, inwieweit der Stil der Figuren von Skulpturen seiner französischen Zeitgenossen beeinflusst war.
Der Legende nach war Sabina von Steinbach, Tochter des Baumeisters am Straßburger Münster Erwin von Steinbach, die Steinmetzin, die die Straßburger Ekklesia und Synagoge geschaffen hat. Sie soll nach dem Tod des Vaters selbst am Münster tätig gewesen sein. Tatsächlich lebte Erwin von Steinbach ein halbes Jahrhundert nach der Entstehung der Ekklesia und Synagoge, und Sabina ist eine fiktive Person.